# 나카무라 시즈카
나카무라 시즈카(일본어: 中村 静香 なかむら しずか[*], 1988년 9월 9일 ~ )는 일본의 여배우・그라비아 아이돌이다. 교토부 우지시 출신. 2003년, '제9회 전일본 국민적 미소녀 콘테스트'에 출장에서 결승에 진출하며 화제를 모아 '미소녀 클럽31'의 일원으로서 데뷔. 그라비아 아이돌로서 활약하며, 그라비아 모델로 다수의 CF 출연을 하였다. 오스카 프로모션 소속.